# Otacilia simianshan
Espèce
Otacilia simianshan est une espèce d'araignées aranéomorphes de la famille des Phrurolithidae.

## Distribution
Cette espèce est endémique de Chongqing en Chine,. Elle se rencontre sur le mont Simian.

## Description
Le mâle holotype mesure 3,03 mm et la femelle paratype 4,32 mm.

## Étymologie
Son nom d'espèce lui a été donné en référence au lieu de sa découverte, le Simianshan ou mont Simian.

## Publication originale
- Zhou, Wang & Zhang, 2013 : Two new corinnid spiders from Simian Mountain of Chongqing, China (Araneae: Corinnidae). Acta Arachnologica Sinica vol. 22, no 1, p. 1-8.